# Xaintray

Xaintray este o comună în departamentul Deux-Sèvres, Franța. În 2009 avea o populație de 237 de locuitori.